# Silly-le-Long
Pour les articles homonymes, voir Silly.
Silly-le-Long [siji lə lɔ̃] est une commune française située dans le département de l'Oise, en région Hauts-de-France.

## Géographie
| Montagny-Sainte-Félicité | Nanteuil-le-Haudouin        |                        |
|                          | Silly-le-Long               | Ognes                  |
| Le Plessis-Belleville    | Saint-Pathus Seine-et-Marne | Oissery Seine-et-Marne |

### Hydrographie
La commune est située dans le bassin Seine-Normandie. Elle n'est drainée par aucun cours d'eau,.

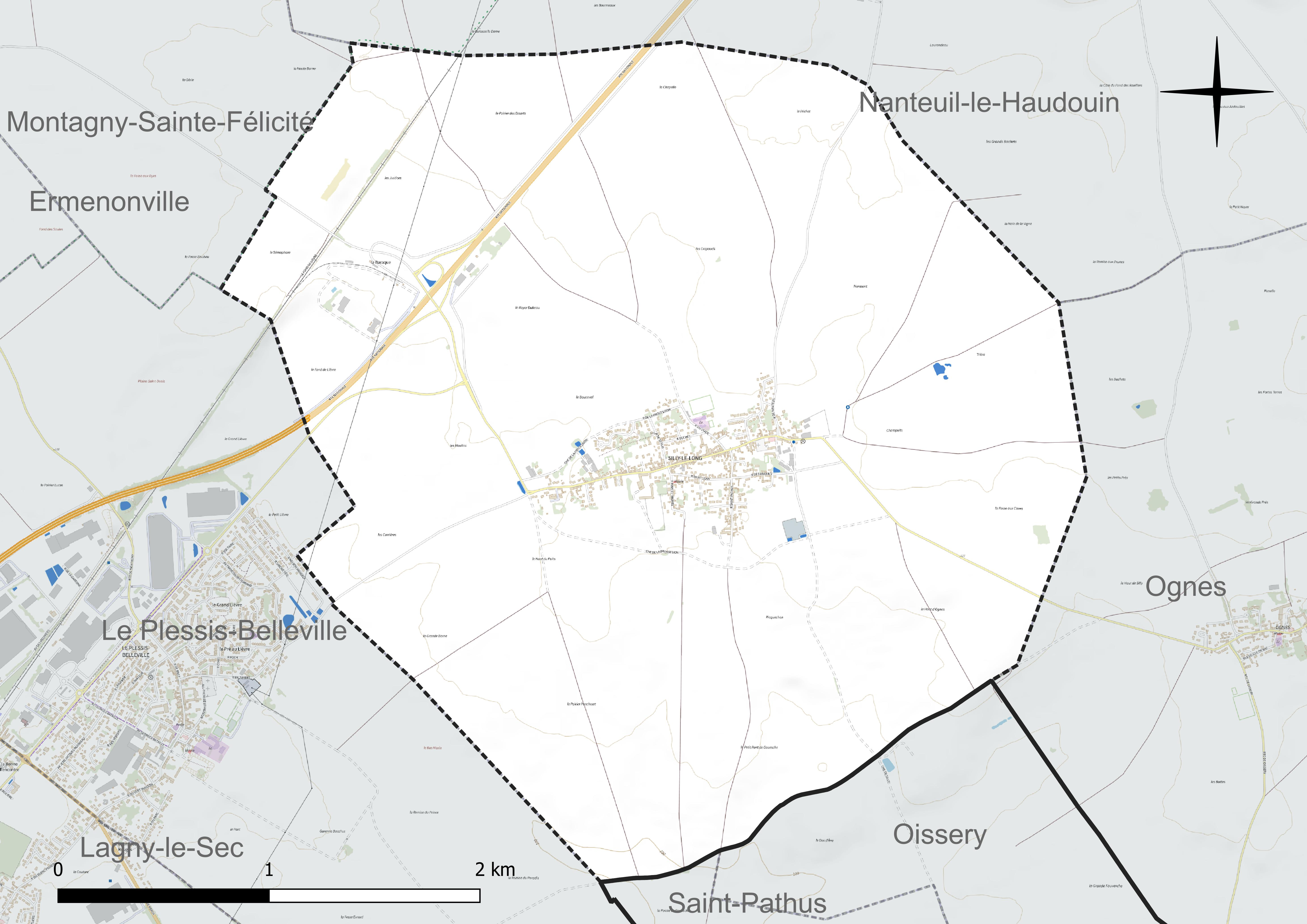
Réseau hydrographique de Silly-le-Long.

### Climat
Pour des articles plus généraux, voir Climat des Hauts-de-France et Climat de l'Oise.
En 2010, le climat de la commune est de type climat océanique dégradé des plaines du Centre et du Nord, selon une étude du CNRS s'appuyant sur une série de données couvrant la période 1971-2000. En 2020, Météo-France publie une typologie des climats de la France métropolitaine dans laquelle la commune est exposée à un climat océanique altéré et est dans la région climatique  Nord-est du bassin Parisien, caractérisée par un ensoleillement médiocre, une pluviométrie moyenne régulièrement répartie au cours de l'année et un hiver froid (3 °C).
Pour la période 1971-2000, la température annuelle moyenne est de 11 °C, avec une amplitude thermique annuelle de 15,2 °C. Le cumul annuel moyen de précipitations est de 718 mm, avec 11 jours de précipitations en janvier et 8,4 jours en juillet. Pour la période 1991-2020, la température moyenne annuelle observée sur la station météorologique la plus proche, située sur la commune du Plessis-Belleville à 3 km à vol d'oiseau, est de 11,4 °C et le cumul annuel moyen de précipitations est de 661,7 mm,. Pour l'avenir, les paramètres climatiques de la commune estimés pour 2050 selon différents scénarios d'émission de gaz à effet de serre sont consultables sur un site dédié publié par Météo-France en novembre 2022.
| Mois                                  | jan.           | fév.           | mars           | avril         | mai           | juin          | jui.          | août          | sep.          | oct.          | nov.          | déc.          | année      |
| ------------------------------------- | -------------- | -------------- | -------------- | ------------- | ------------- | ------------- | ------------- | ------------- | ------------- | ------------- | ------------- | ------------- | ---------- |
| Température minimale moyenne (°C)     | 1,6            | 1,9            | 3              | 5,3           | 8,4           | 11,5          | 13,1          | 12,9          | 10,3          | 8,2           | 4,9           | 2,2           | 6,9        |
| Température moyenne (°C)              | 4              | 5              | 7,3            | 10,8          | 13,7          | 17,3          | 19,5          | 18,9          | 15,9          | 12,2          | 7,8           | 4,6           | 11,4       |
| Température maximale moyenne (°C)     | 6,4            | 8              | 11,5           | 16,4          | 19            | 23            | 25,8          | 24,9          | 21,5          | 16,2          | 10,6          | 7             | 15,9       |
| Record de froid (°C) date du record   | −14,1 10.01.09 | −11,9 07.02.12 | −11,2 13.03.13 | −3,9 07.04.21 | −0,7 06.05.19 | 2,9 01.06.06  | 3,8 31.07.15  | 5,1 26.08.18  | −0,3 30.09.18 | −5,7 28.10.03 | −5,7 30.11.10 | −8,7 19.12.09 | −14,1 2009 |
| Record de chaleur (°C) date du record | 15,5 09.01.15  | 19,4 27.02.19  | 23,8 31.03.21  | 29,1 20.04.18 | 31,4 27.05.17 | 35,5 18.06.22 | 42,2 25.07.19 | 40,1 06.08.03 | 34,9 09.09.23 | 28,3 01.10.11 | 21,7 08.11.15 | 16,6 17.12.15 | 42,2 2019  |
| Précipitations (mm)                   | 56,2           | 49,8           | 48,8           | 36,2          | 74,2          | 63,4          | 53,2          | 60,3          | 46            | 53,5          | 52,6          | 67,5          | 661,7      |

## Urbanisme

### Typologie
Au 1er janvier 2024, Silly-le-Long est catégorisée bourg rural, selon la nouvelle grille communale de densité à sept niveaux définie par l'Insee en 2022.
Elle est située hors unité urbaine. Par ailleurs la commune fait partie de l'aire d'attraction de Paris, dont elle est une commune de la couronne,.

### Occupation des sols
L'occupation des sols de la commune, telle qu'elle ressort de la base de données européenne d'occupation biophysique des sols Corine Land Cover (CLC), est marquée par l'importance des territoires agricoles (92 % en 2018), en diminution par rapport à 1990 (95,2 %). La répartition détaillée en 2018 est la suivante : 
terres arables (92 %), zones urbanisées (4,7 %), zones industrielles ou commerciales et réseaux de communication (3,3 %). L'évolution de l'occupation des sols de la commune et de ses infrastructures peut être observée sur les différentes représentations cartographiques du territoire : la carte de Cassini (XVIIIe siècle), la carte d'état-major (1820-1866) et les cartes ou photos aériennes de l'IGN pour la période actuelle (1950 à aujourd'hui).

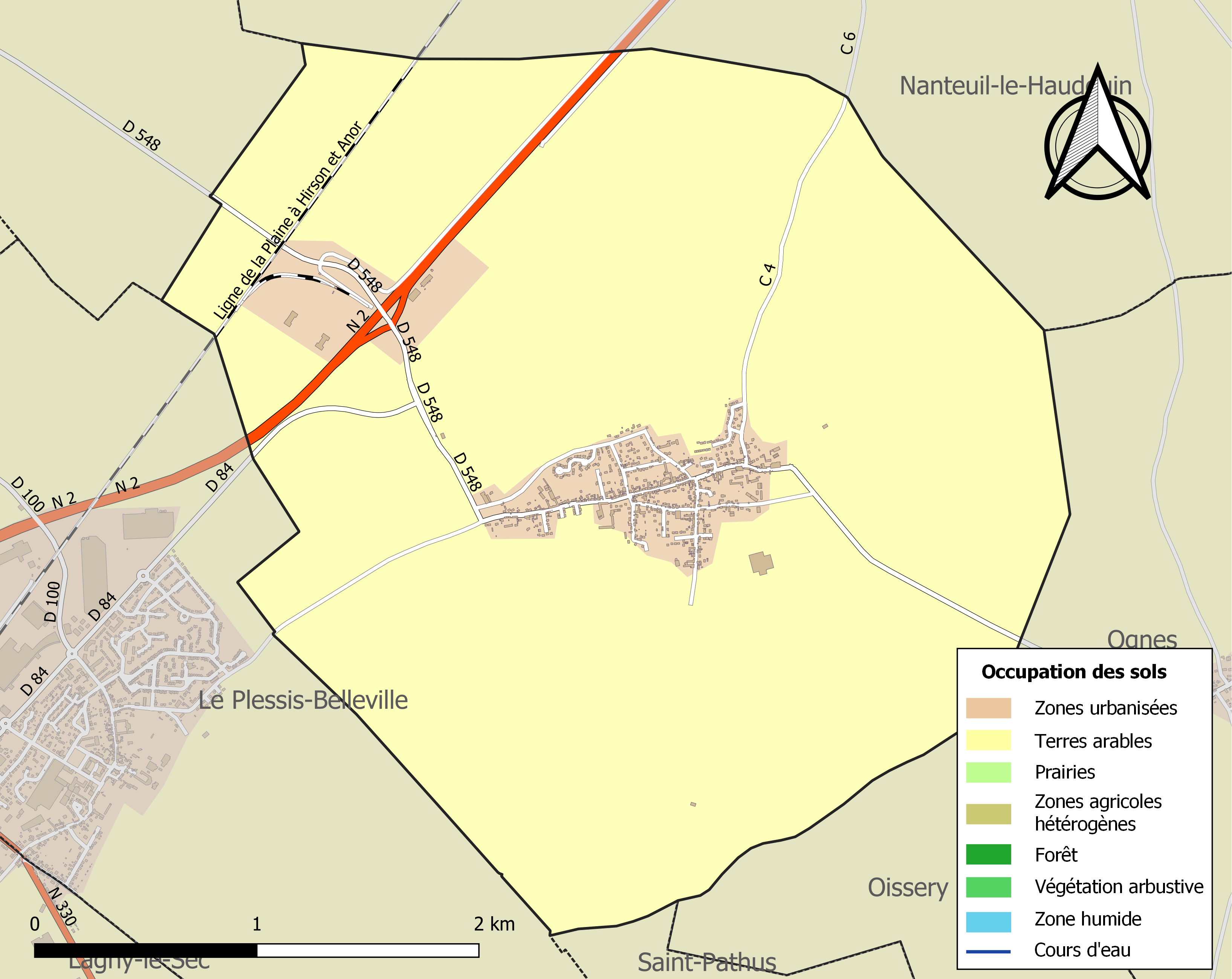
Carte des infrastructures et de l'occupation des sols de la commune en 2018 (CLC).

### Voies de communication et transports
La commune est desservie, en 2023, par les lignes 636, 6214, 6403, 6411 et 6448 du réseau interurbain de l'Oise.

## Toponymie
Le nom de la localité est attesté sous les formes in loco qui dicitur Siliacos (688) ; et silliacum (1215) ; apud silliacum (1218) ; guardi de silli (1272) ; apud Silliacum juxta Nantholium (1283) ; Silliacus (1328) ; Cilly en Meucien (1358) ; Silly en mussien (XIVe) ; Silly en mulcien (1502) ; Seilly en Meulcien (XVIe) ; Silly (1667) ; Silly en Multien (XIXe) ; Silly-le-Long (1840).

## Histoire
Le 2 octobre 1944, un missile balistique V2 s'écrase sur Silly-le-Long.

## Politique et administration
| Période                                  | Période                       | Identité              | Étiquette | Qualité |
| ---------------------------------------- | ----------------------------- | --------------------- | --------- | ------- |
| Les données manquantes sont à compléter. |                               |                       |           |         |
| 1806                                     | 1810                          | Jean-François Hervaux |           |         |
| 1810                                     | 1815                          | Nicolas Vincent       |           |         |
| 1815                                     | 1847                          | Jean-François Hervaux |           |         |
| 1847                                     | 1848                          | Laurent Cocault       |           |         |
| 1848                                     | 1865                          | Olivier Hervaux       |           |         |
| 1865                                     | 1884                          | Firmin Dubourg        |           |         |
| 1884                                     | 1906                          | Laurent Hervaux       |           |         |
| 1906                                     | ??                            | Émile Dubourg         |           |         |
| Les données manquantes sont à compléter. |                               |                       |           |         |
| 1971                                     | 1977                          | Jacques Teulet        |           |         |
| 1977                                     | 1989                          | Guy Couturier         |           |         |
| 1989                                     | 2001                          | Pierre Lombard        |           |         |
| 2001                                     | mars 2008                     | Dominique Leger       |           |         |
| mars 2008                                | 2014                          | Philippe Pernoud      |           |         |
| 2014                                     | En cours (au 11 octobre 2014) | Daniel Lefranc        |           |         |

## Population et société

### Démographie

#### Évolution démographique
L'évolution du nombre d'habitants est connue à travers les recensements de la population effectués dans la commune depuis 1793. Pour les communes de moins de 10 000 habitants, une enquête de recensement portant sur toute la population est réalisée tous les cinq ans, les populations de référence des années intermédiaires étant quant à elles estimées par interpolation ou extrapolation. Pour la commune, le premier recensement exhaustif entrant dans le cadre du nouveau dispositif a été réalisé en 2007.

En 2022, la commune comptait 1 206 habitants, en évolution de +3,52 % par rapport à 2016 (Oise : +0,87 %, France hors Mayotte : +2,11 %).
| 1793 | 1800 | 1806 | 1821 | 1831 | 1836 | 1841 | 1846 | 1851 |
| ---- | ---- | ---- | ---- | ---- | ---- | ---- | ---- | ---- |
| 574  | 510  | 608  | 586  | 580  | 603  | 602  | 576  | 596  |

| 1856 | 1861 | 1866 | 1872 | 1876 | 1881 | 1886 | 1891 | 1896 |
| ---- | ---- | ---- | ---- | ---- | ---- | ---- | ---- | ---- |
| 604  | 590  | 609  | 608  | 640  | 654  | 665  | 608  | 604  |

| 1901 | 1906 | 1911 | 1921 | 1926 | 1931 | 1936 | 1946 | 1954 |
| ---- | ---- | ---- | ---- | ---- | ---- | ---- | ---- | ---- |
| 613  | 610  | 619  | 623  | 690  | 722  | 735  | 686  | 654  |

| 1962 | 1968 | 1975 | 1982 | 1990 | 1999  | 2006  | 2007  | 2012  |
| ---- | ---- | ---- | ---- | ---- | ----- | ----- | ----- | ----- |
| 632  | 589  | 629  | 738  | 909  | 1 105 | 1 135 | 1 139 | 1 182 |

| 2017  | 2022  | - | - | - | - | - | - | - |
| ----- | ----- | - | - | - | - | - | - | - |
| 1 160 | 1 206 | - | - | - | - | - | - | - |

#### Pyramide des âges
La population de la commune est relativement jeune.
En 2018, le taux de personnes d'un âge inférieur à 30 ans s'élève à 35,8 %, soit en dessous de la moyenne départementale (37,3 %). À l'inverse, le taux de personnes d'âge supérieur à 60 ans est de 20,2 % la même année, alors qu'il est de 22,8 % au niveau départemental.
En 2018, la commune comptait 573 hommes pour 590 femmes, soit un taux de 50,73 % de femmes, légèrement inférieur au taux départemental (51,11 %).
Les pyramides des âges de la commune et du département s'établissent comme suit.
| Hommes | Classe d’âge | Femmes |
| ------ | ------------ | ------ |
| 0,7    | 90 ou +      | 0,5    |
| 3,9    | 75-89 ans    | 4,6    |
| 15,9   | 60-74 ans    | 14,8   |
| 25,3   | 45-59 ans    | 22,3   |
| 19,2   | 30-44 ans    | 21,1   |
| 16,3   | 15-29 ans    | 14,9   |
| 18,7   | 0-14 ans     | 21,7   |

| Hommes | Classe d’âge | Femmes |
| ------ | ------------ | ------ |
| 0,5    | 90 ou +      | 1,4    |
| 5,5    | 75-89 ans    | 7,6    |
| 15,6   | 60-74 ans    | 16,3   |
| 20,8   | 45-59 ans    | 20     |
| 19,4   | 30-44 ans    | 19,4   |
| 17,6   | 15-29 ans    | 16,2   |
| 20,6   | 0-14 ans     | 19,1   |

## Lieux et monuments

### Monument historique

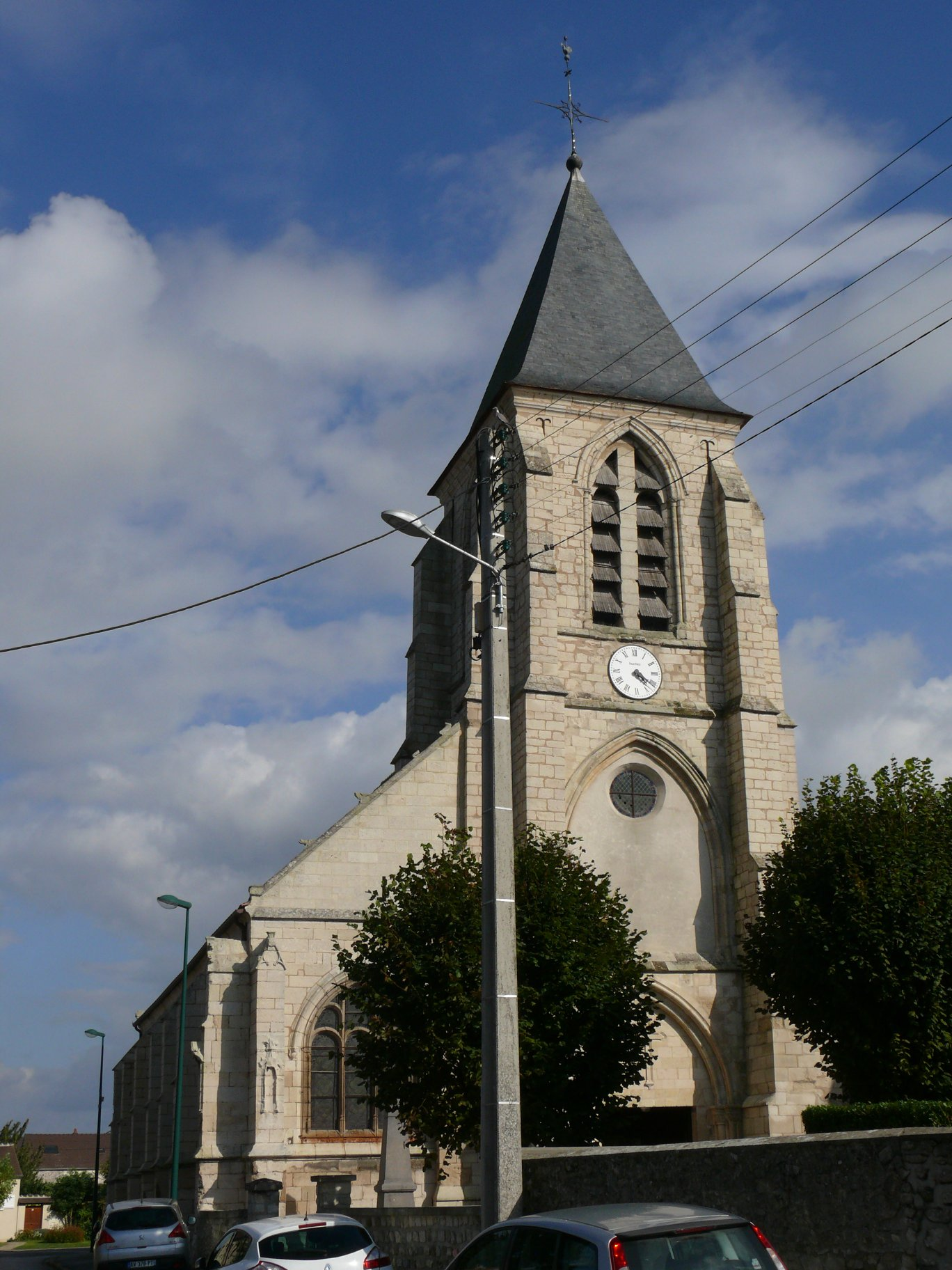
L'église Saint-Pierre-et-Saint-Paul.

Silly-le-Long ne compte qu'un seul monument historique sur son territoire.
- Église Saint-Pierre-et-Saint-Paul, Grande-Rue (inscrite monument historique par arrêté du 11 juin 2001[22]): excepté son abside de la fin du XIIe siècle et son clocher-porche du second quart du XIIIe siècle, c'est un édifice de style gothique flamboyant achevé au second quart du XVIe siècle. Ses trois vaisseaux communiquent entre eux par des grandes arcades d'une qualité exceptionnelle, qui furent entreprises entre la fin du XIVe et le début XIVe siècle, et constituent l'un des très rares témoignages de l'architecture de cette époque trouble dans le nord de l'Île-de-France. Elles reflètent le passage successif du style rayonnant vers le style flamboyant. Leurs piliers, à mi-chemin entre piliers fasciculés et piliers ondulés, portent des frise d'une iconographie en partie très originale, avec des personnages grotesques, une scène de chasse, des moutons et des poissons, mais aussi des pampres souvent mises à l'honneur par la suite. Le bas-côté nord est en partie contemporain des grandes arcades, mais les voûtes de la nef et des bas-côtés, et sans doute toute l'élévation méridionale, ne datent que de la période flamboyante finissante. Contrairement à l'abside, qui est d'une facture rustique, les bas-côtés sont construits avec grand soin, et sont de dimensions généreuses. La nef paraît moins réussie, car sans jours, et recouverte de deux voûtes sexpartites qui ne concordent pas avec les supports prévus plus d'un siècle plus tôt. Cependant, des voûtes sexpartites au XVIe siècle constituent elles aussi une curiosité[23].

## Personnalités liées à la commune
Le photographe Henri Cartier-Bresson (1908-2004) a une partie de ses racines à Silly-le-Long : son arrière-grand-père, Claude CARTIER était né en 1818 dans ce village, au sein d'une famille de cultivateurs.